# Omar Amiralay
Omar Amiralay (født 20. oktober 1944, Damaskus, død 5. februar 2011 arabisk: عمر أميرالاي) var en syrisk filminstruktør og fremtrædende politisk aktivist.
Amiralay studerede ved La Fémis i Paris, Frankrig, før han vendte tilbage til Syrien i 1970. Han havde derfor en anden kunstnerisk formation end de fleste syriske filmskabere, som ofte studerede i Sovjetunionen og i Østeuropa. Amiralay blev kendt for sin stærke politiske kritik i mange av hans film, og han spillede en fremtrædende rolle flere protestaktioner mod syriens regering i 2000'erne. I 2000 underskrev Amiralay et manifest sammen med flere fremtrædende syriske intellektuelle som bad om en hurtig afslutning på undtagelsestilstanden som havde været gældende siden 1963, løsladelse af alle politiske fanger og samvittighedsfanger, og tillade at flere politiske partier og uafhængige samfunds-organisationer.
I 2005, i kølvandet på drabet på den tidligere libanesiske statsminister Rafiq al-Hariri, undertegnede Amiralay en erklæring sammen med andre syriske intellektuelle som bad om en syrisk tilbagetrækning fra Libanon og en varig slutning på de mange angreb mod syriske arbejdere i Libanon. Omar Amiralay døde den 5. februar 2011, da han var 66 år gammel, af cerebral trombose.

## Filmografi
- Film Essay on the Euphrates Dam (1970)
- Everyday Life in a Syrian Village (1974)
- The Chickens (1977)
- On a Revolution (1978)
- The Misfortunes of Some... (1981)
- A Scent of Paradise (1982)
- Love Aborted (1983)
- Video on Sand (1984)
- The Intimate Enemy (1986)
- The Lady of Shibam (1988)
- East of Eden (1988)
- For the Attention of Madame the Prime Minister Benazir Bhutto (1990)
- Light and Shadows (1994)
- The Master (1995)
- On a Day of Ordinary Violence, My Friend Michel Seurat... (1996)
- There Are So Many Things Still to Say (1997)
- A Plate of Sardines (1997)
- The Man with the Golden Soles (1999)
- A Flood in Baath Country (2003)